# Catedral de San Esteban (Litoměřice)
La Catedral de San Esteban o simplemente Catedral de Litoměřice (en checo: Katedrála sv. Štěpána) es el nombre que recibe un edificio religioso de la Iglesia católica que funciona como catedral de la diócesis de Litoměřice, y que es además uno de los sitios culturales más importantes de esa ciudad. Está protegido como monumento cultural de la República Checa.
Situada en una colina ocupa el lugar de una iglesia más antigua (originalmente una basílica) El templo fue construido en estilo románico en el siglo XI y reconstruida en el siglo XIV en el estilo gótico. En el presbiterio se encuentra un gran altar mayor dedicado a San Esteban, patrón de la catedral.
Se han realizado diversas modificaciones y reparaciones  sobre todo en 1716, 1778, 1825 y 1892.

## Véase también

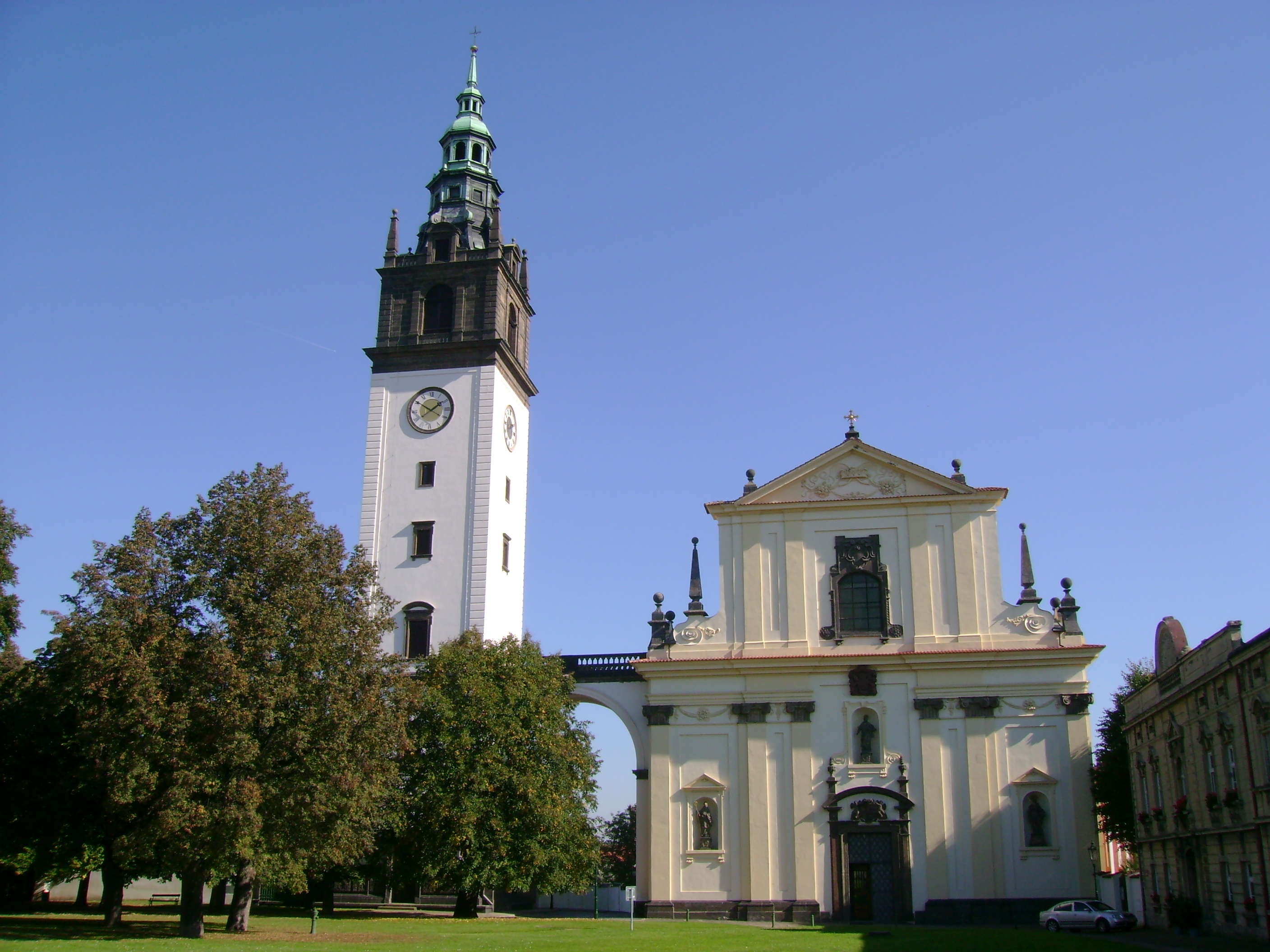
Otra Vista del templo